# Vallefoglia
Vallefoglia è un comune italiano di 14 991 abitanti della provincia di Pesaro e Urbino nelle Marche.
È un comune sparso istituito il 1º gennaio 2014 dalla fusione dei comuni di Colbordolo e Sant'Angelo in Lizzola.

## Storia
L'ente è stato istituito con la legge regionale n. 47 del 13 dicembre 2013, seguita a un referendum tenuto nei due comuni in cui il 76,3% dei votanti si è espresso favorevolmente alla fusione.

### Simboli
Lo stemma e il gonfalone del comune di Vallefoglia sono stati concessi con decreto del presidente della Repubblica del 23 febbraio 2015.
Il castello con due torri simboleggia i due castelli di Colbordolo e di Sant'Angelo in Lizzola; la fascia raffigura il fiume Foglia e, insieme alla ginestra, vuole rappresentare il territorio comunale.
Il gonfalone è un drappo di giallo.

## Società

### Evoluzione demografica
Abitanti censiti

### Etnie e minoranze straniere
Secondo i dati ISTAT al 1º gennaio 2021 la popolazione straniera residente era di 1398 persone e rappresentava il 9,4% della popolazione residente. Invece le comunità straniere più numerose (con percentuale sul totale della popolazione straniera) erano:
1. Albania, 345 (24,68%)
2. Marocco, 211 (15,09%)
3. Romania, 189 (13,52%)
4. Senegal, 82 (5,87%)
5. Nigeria, 69 (4,94%)
6. Cina, 64 (4,58%)
7. Sri Lanka, 48 (3,43%)
8. Ucraina, 39 (2,79%)
9. Pakistan, 37 (2,65%)
10. Macedonia del Nord, 31 (2,22%)

### Religione
La fede cristiano cattolica è maggioritaria nel comune ma vi sono anche altre confessioni religiose (come quelle islamiche e cristiano-ortodosse), legate soprattutto alle minoranze stabilitesi nel territorio negli ultimi decenni.
In merito alla chiesa cattolica, il comune resta diviso tra due diocesi, dato che il territorio di Colbordolo ricade sotto l'arcidiocesi di Urbino-Urbania-Sant'Angelo in Vado, mentre quello di Sant'Angelo in Lizzola ricade sotto l'arcidiocesi metropolitana di Pesaro.

## Geografia antropica

### Frazioni
Il comune di Vallefoglia si articola in 10 frazioni: oltre al capoluogo di Sant'Angelo in Lizzola, vi sono infatti Montecchio, la località più popolosa del comune, l'ex capoluogo di Colbordolo, Bottega, Cappone, Morciola, Talacchio, Montefabbri, Pontevecchio e Apsella (frazione divisa tra Vallefoglia e il vicino comune di Montelabbate).
Dal punto di vista amministrativo il comune si suddivide in quattro quartieri, ognuno dei quali dotato di un consiglio, di un presidente e di un vicepresidente: Il primo raggruppa Colbordolo, Montefabbri, Talacchio e Pontevecchio, il secondo comprende Cappone, Morciola e Bottega, il terzo è rappresentato dal solo centro abitato di Montecchio, mentre il quarto include Sant'Angelo in Lizzola e Apsella.

#### Colbordolo

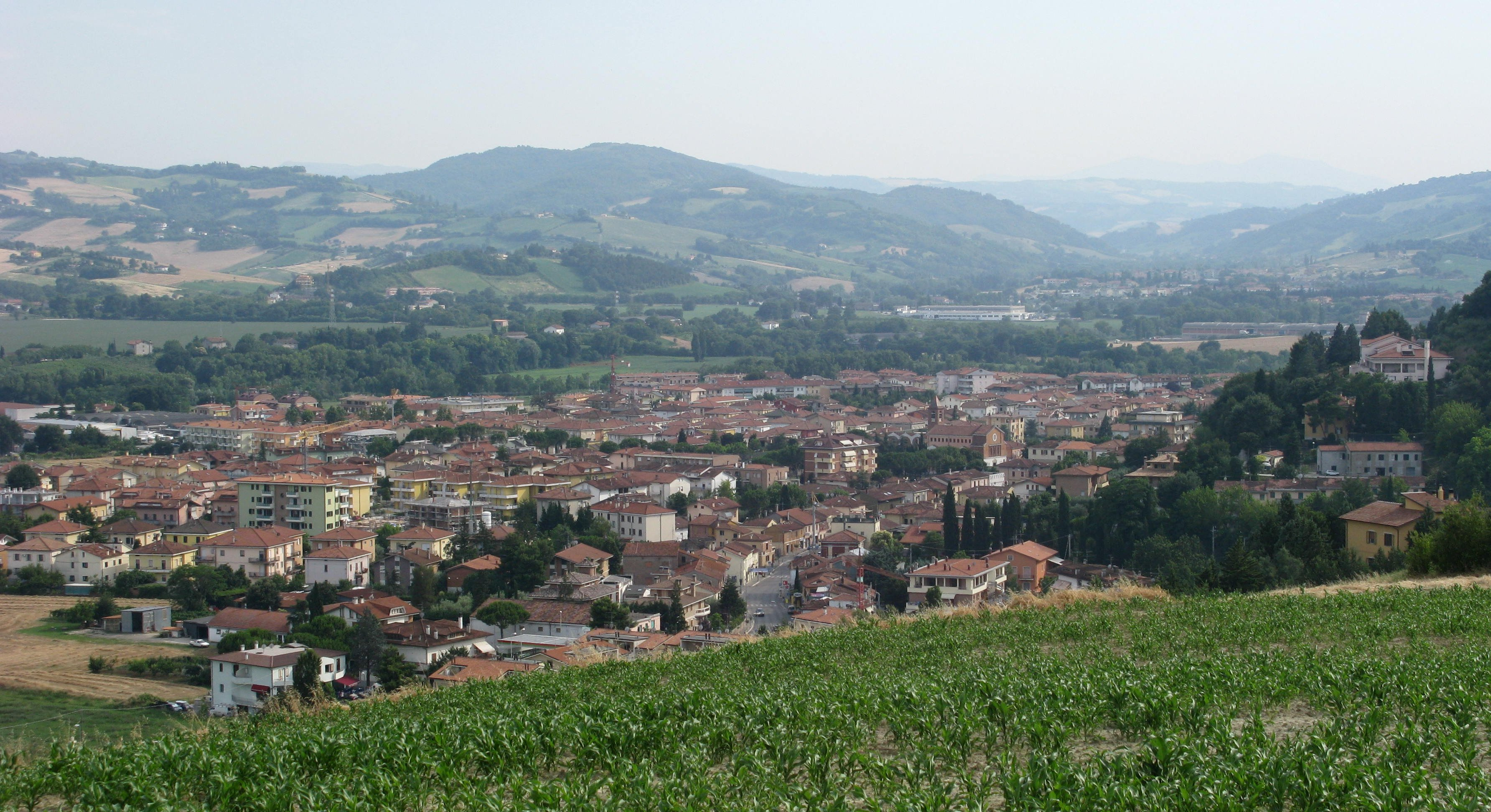
Panorama di Montecchio.

#### Montecchio
Montecchio è il motore economico del comune e la frazione alla quale si deve in misura maggiore la notevole espansione demografica vissuta dal territorio comunale di Vallefoglia in questi ultimi anni. Sede di numerosissime attività industriali ed artigianali legate al settore del legno e al suo indotto (in particolare vetro artistico), è continuamente in espansione, e ha fatto diventare un piccolo centro rurale sulla via feltresca di 30/40 anni fa una cittadina vivace e prospera. Durante la Seconda guerra mondiale, il 21 gennaio 1944, si verificò un tragico evento: l'esplosione di una polveriera. La tragedia provocò più di 30 morti, in gran parte civili, e la quasi totale distruzione del paese. Solo l'eroico atto di un militare italiano, Gulino Placido, poté evitare una strage di dimensioni ancor più tremende.

## Economia

### Agricoltura
Fa parte dell'associazione nazionale Città dell'Olio.

## Amministrazione
| Periodo         | Periodo        | Primo cittadino   | Partito             | Carica                  | Note   |
| --------------- | -------------- | ----------------- | ------------------- | ----------------------- | ------ |
| 1º gennaio 2014 | 25 maggio 2014 | Paolo De Biagi    |                     | Commissario prefettizio | [ 13 ] |
| 26 maggio 2014  | 26 maggio 2019 | Palmiro Ucchielli | Partito Democratico | Sindaco                 | [ 13 ] |
| 27 maggio 2019  | 10 giugno 2024 | Palmiro Ucchielli | Partito Democratico | Sindaco                 | [ 14 ] |
| 10 giugno 2024  | in carica      | Palmiro Ucchielli | Partito Democratico | Sindaco                 | [ 13 ] |

## Sport
Il Megavolley è una squadra di pallavolo femminile che ha sede nella frazione di Montecchio e milita in serie A1. La squadra gioca nel PalaDionigi, il palazzetto dello sport del paese.
L'A.S.D. K-Sport Montecchio Gallo milita in Eccellenza, massima categoria regionale; il Sant'Angelo, di Sant'Angelo in Lizzola, gioca in Terza Categoria.
La società bocciofila Vallefoglia ha disputato il campionato di Serie A di raffa.